# 대한의학유전학회
대한의학유전학회는 인체에서 나타나는 유전 현상에 대한 의학적 이해를 목표로 하며 특히 이들 현상의 질병과의 연관성에 대한 선도적 연구를 바탕으로 유전성 질환에 대한 진단, 치료, 유전상담 및 예방적 측면에서의 학문 수준의 향상을 추구할 목적으로 설립된 대한민국의 학술단체이다.

## 발간물

### 대한의학유전학회지
한국연구재단(KCI) 등재 후보지. KoreaMed에 등재된 의학유전학 전문학술지. Journal of Genetic Medicine은 세포 유전학과 분자 유전학을 포괄하는 인간 유전학 분야 중 임상유전학, 임상세포유전학, 임상분자유전학, 임상생화학유전학, 종양유전학, 산전유전학, 의학유전체학 등을 포함하는 의학유전학의 전반적인 연구를 취급 범위로 한다. 간기는 연2회로 매년 6월 30일, 12월 31일에 발간된다.